# Birdaard
Birdaard (officieel, Fries: Burdaard, [bə’da:t]) is een dorp in de gemeente Noardeast-Fryslân, in de Nederlandse provincie Friesland. Birdaard ligt tussen Dokkum en Leeuwarden aan beide kanten van de Dokkumer Ee. In de zomer passeren zo'n twaalfduizend boten het dorp. Tijdens een Elfstedentocht wordt Birdaard tweemaal gepasseerd. In 2023 telde het dorp 1.170 inwoners.

## Beschermd dorpsgezicht
De plaats valt grotendeels onder Rijksbeschermd gezicht Birdaard, een van de beschermde stads- en dorpsgezichten in Friesland. In Birdaard staan een aantal rijksmonumenten, waaronder de hoogste molen van Friesland.

## Geschiedenis

### Beginperiode
Al in 944 werd in een document van de abdij van Fulda melding gemaakt van de plaats Breitenfurt, liggend op dezelfde positie als het hedendaagse Birdaard. Onduidelijk is of de naam Birdaard hier van afgeleid is. Waarschijnlijk gaat het hier alleen maar om een Duitse benaming, die 'brede voorde' betekent. Wel is zeker dat het in deze bron echt om Birdaard gaat.
In 1409 wordt voor het eerst melding gemaakt van een plaats genaamd Berdawerd, een voorloper van de naam Birdaard. Daarna heeft Birdaard nog vele spellingswijzen gehad, zoals Berdaewerdt, Bierdauwert en Berdaerdt.

### Dokkumer Ee
Rond 1250 werd de Ee tussen Birdaard en Tergracht doorgegraven, en in 1506 vond de eerste grote slatting van deze rivier plaats. Er wordt melding gemaakt van een doorwaad over de Ee bij Birdaard. De plaatsnaam verandert een tijdje in Berdawerder(a)tille. In 1777 vindt de tweede grote slatting van de Ee plaats.

### 19e eeuw
In de 19e eeuw begint de rijkdom van de Birdaarders te groeien. Omstreeks 1860 worden een aantal doorgaande wegen die Birdaard aandoen verhard, te weten de wegen naar Jislum, Wanswerd en Steenendam.

### 20e eeuw

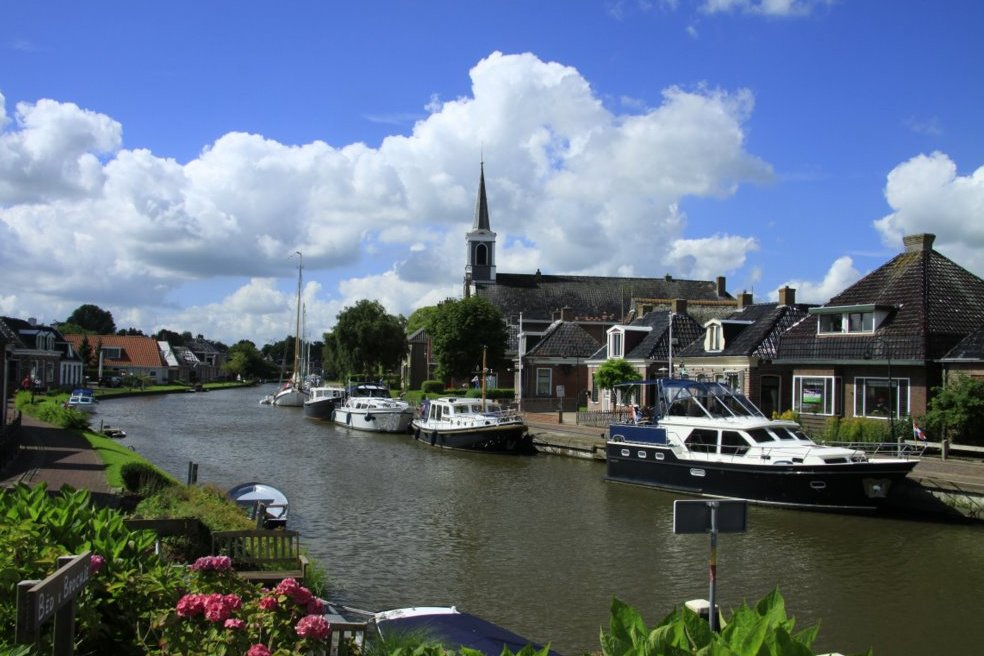
Het dorpsgezicht vanaf de Eewal

In de eerste helft van de 20e eeuw groeide het dorp, zowel ten noorden als ten zuiden van de Dokkumer Ee. Omdat de gemeentegrens tussen Ferwerderadeel en Dantumadeel door de Dokkumer Ee liep, was er sprake van twee verschillende dorpen. Het dorp ten noorden van de Dokkumer Ee heette Wanswerd aan de Streek.
In de nacht van 15 op 16 augustus 1944, tijdens de Tweede Wereldoorlog, werd het huis van prominent verzetslid Freerk Leijstra met handgranaten verwoest en in lichterlaaie gezet, als represaille na een vuurgevecht in en rond het huis tussen drie verzetsleden, waaronder Leijstra zelf, en een aantal leden van de SD, waarbij twee van de drie SD'ers het leven verloren. In diezelfde nacht verlieten veel Birdaarders het dorp voor korte tijd, uit angst voor de Duitse bezetter, om even later weer terug te keren. Leijstra is tot het einde van de Tweede Wereldoorlog ondergedoken gebleven.
Rond 1970 werd het dorp getroffen door economische malaise, met als gevolg dat veel middenstandsbedrijven ophielden te bestaan. In 1972 ging een groot ruilverkavelingsproject van start. Omstreeks 2000 breidde het dorp zich flink uit na een nieuwbouwproject aan de westzijde van het dorp, langs de Dokkumer Ee.
Bij de gemeentelijke herindeling van 1 mei 1984 ging Birdaard samen met Janum, over naar de gemeente Ferwerderadeel. De plaatsnaam Wanswerd aan de Streek kwam te vervallen en beide delen heetten vanaf nu Birdaard. In 1985 werd de naam Birdaard gewijzigd in de Friestalige naam, Burdaard. In 2019 is de gemeente Ferwerderadeel opgegaan in de gemeente Noardeast-Fryslân.

## Kerkgebouwen
Het dorp heeft een tweetal kerken. De oudste kerk is de Hervormde kerk uit 1851. Deze driezijdig gesloten zaalkerk werd gebouwd ter vervanging van een middeleeuwse kerk met zadeldaktoren. De nieuwe kerk werd voorzien van spitsboogvormige vensters en een geveltoren met ingesnoerde spits.
De andere kerk is de Gereformeerde kerk. Deze zaalkerk met eclectische details is gebouwd in 1893 en heeft een houten geveltoren.

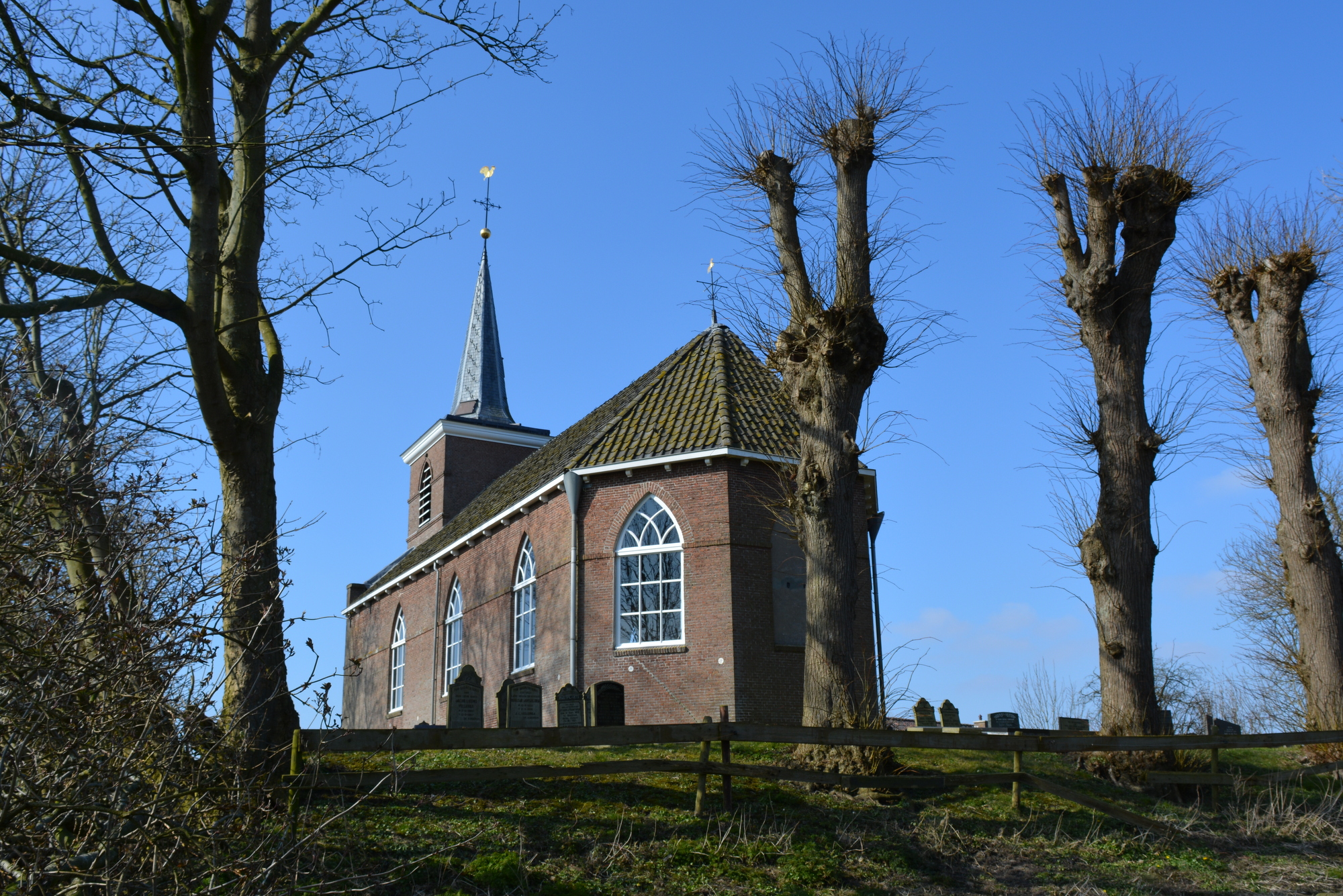
Hervormde kerk
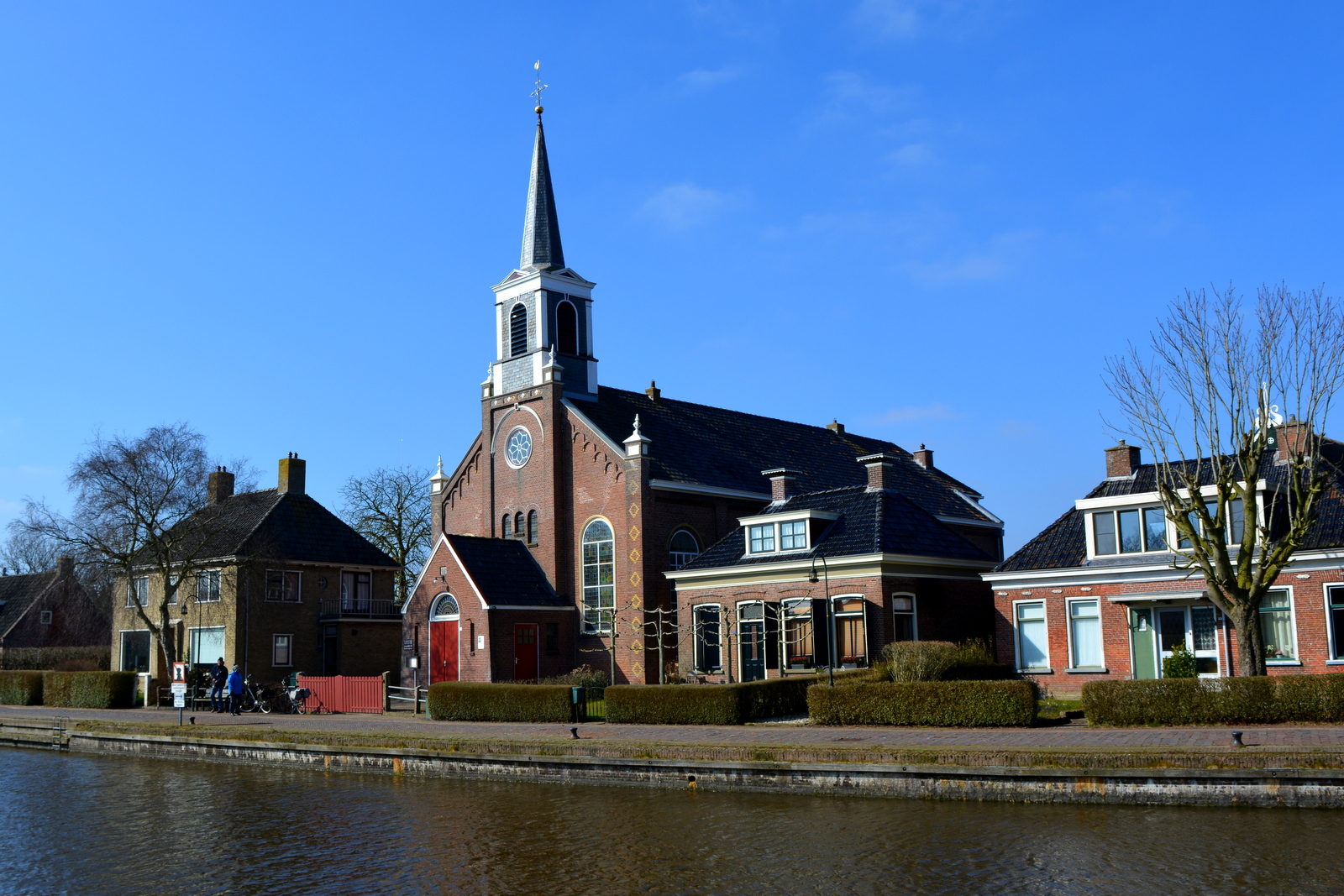
Gereformeerde kerk

## Molens
De koren-, pel- en houtzaagmolen De Zwaluw bepaalt het dorpsbeeld. De Zwaluw is de hoogste molen van Friesland. Ten zuiden van het dorp staat De Olifant, een in 1867 gebouwde poldermolen. Ten noordoosten van het dorp stond aan de Dokkumer Ee een vervallen Amerikaanse windmotor, die in 2018 met fondsen en provinciegeld is gerestaureerd.

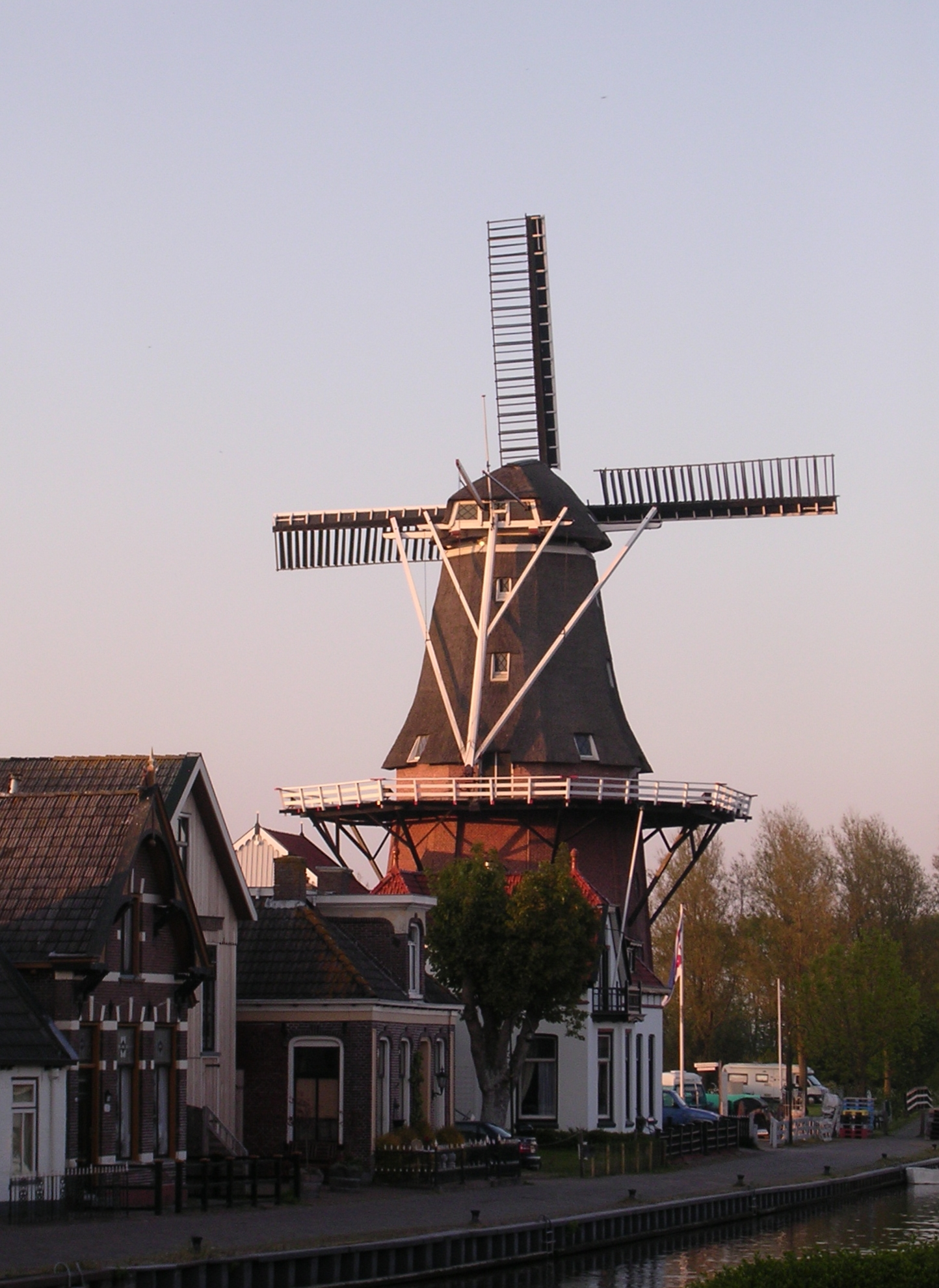
De Zwaluw
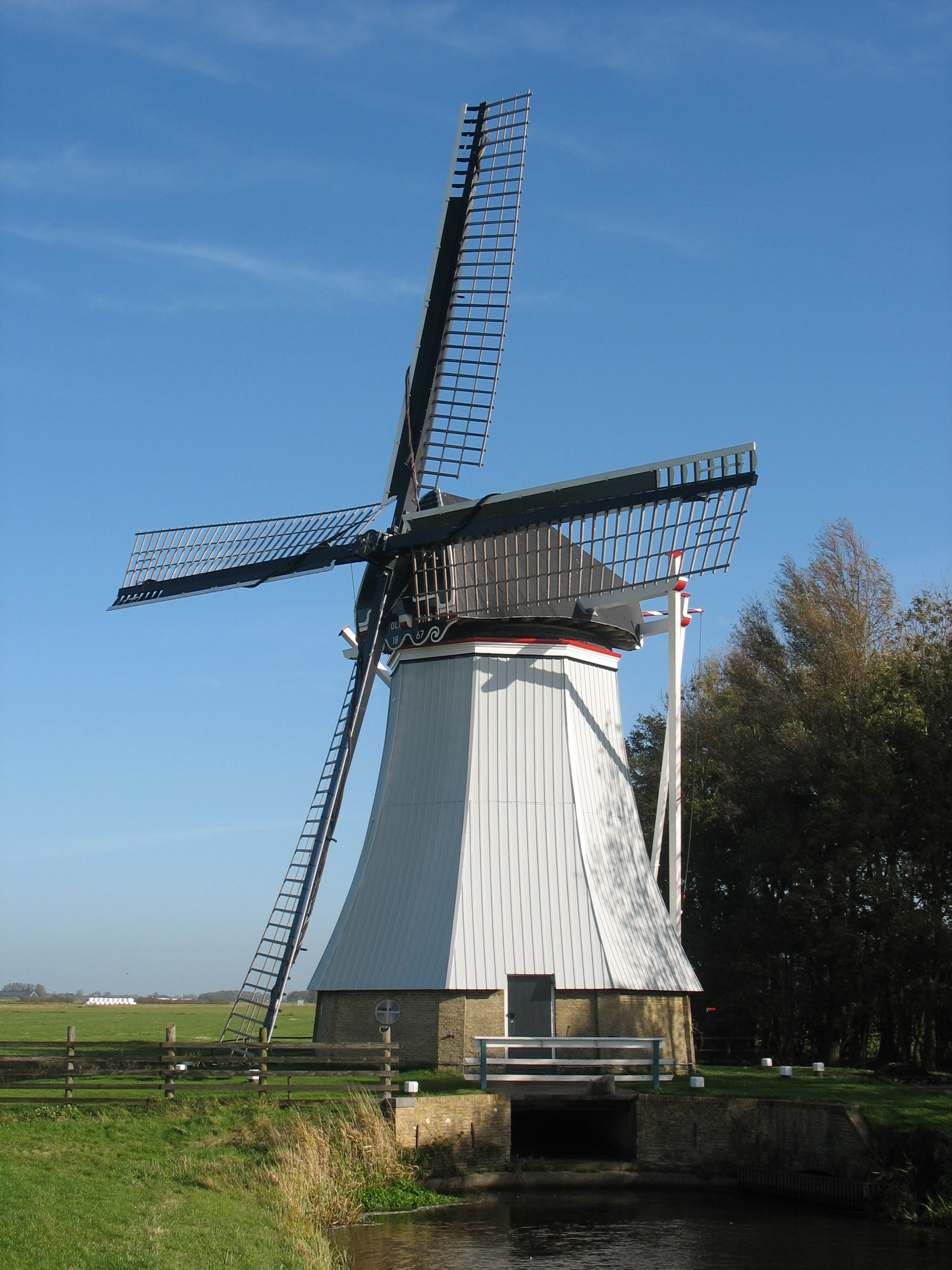
De Olifant

## Sport
In 1966 werd voetbalvereniging FC Birdaard opgericht. Daarnaast is er een tennisvereniging TV Burdaard, een dartclub Birdart, een HandBoogVereniging "HBV Nocht En Wille" en IJsclub Burdaard. De korfbalvereniging c.k.v. NQL (Nij Quick Libben) is een fusie van Quick en Nij Libben uit Rinsumageest.

## Cultuur

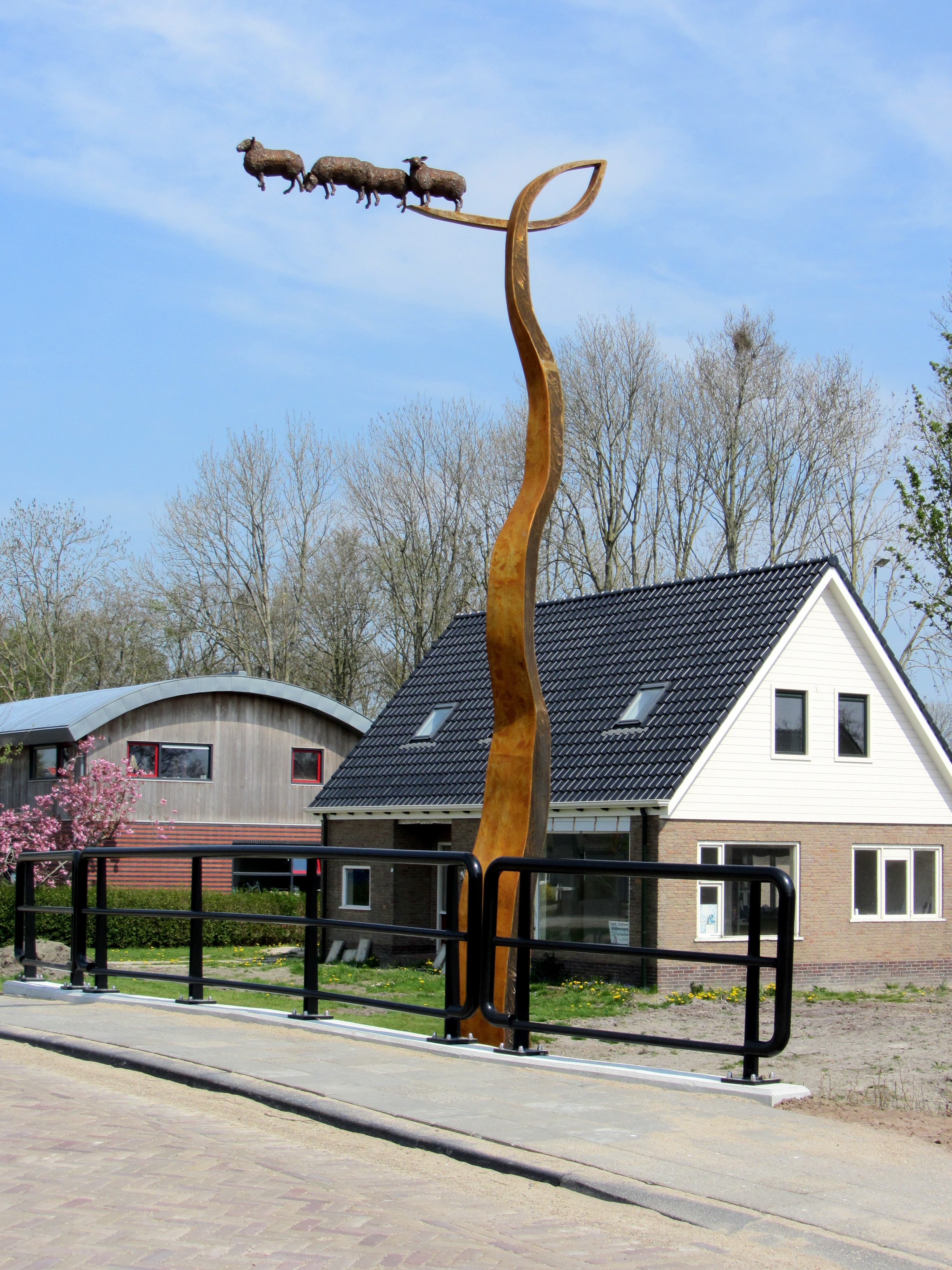
Kunstwerk van Hans Jouta uit 2013

Het dorp heeft een dorpshuis, Het Spectrum. Het dorpshuis heeft een theater, bioscoop en zwembad. Het dorp heeft een toneelvereniging "Op, mar net út e Hichte", een Christelijk Gemengde Zangvereniging "Juliana" en een dorpskrant. In Birdaard staat museum Ruurd Wiersma Hûs, dat een collectie schilderijen bevat van de zondagsschilder Ruurd Wiersma die in dit huis gewoond heeft. Wiersma werkte in een naïeve stijl.

## Onderwijs
Het dorp heeft een basisschool, De Welle.

## Geboren in Birdaard
- Tjitze Tjepkema (1963-), predikant en theoloog